# Calumma andringitraense
Calumma andringitraense là một loài thằn lằn trong họ Chamaeleonidae. Loài này được Brygoo, Blanc & Domergue mô tả khoa học đầu tiên năm 1972.